# معركة أسدود
معركة أسدود (العبرية: מִבְצָע פְּלֶשֶׁת) كانت عملية عسكرية إسرائيلية بالقرب من قرية إسدود في الفترة من 29 مايو إلى 3 يونيو 1948 خلال الحرب العربية الإسرائيلية عام 1948. كانت قرية أسدود تقع على الجبهة الجنوبية الإسرائيلية ضد الجيش المصري، وكانت العملية تهدف إلى الاستيلاء على القرية ووقف التقدم المصري شمالاً. في حين أن المعارك التي جرت يومي 2 و3 يونيو/حزيران فقط هي التي تم تسميتها رسميًا بعملية بليشيت، فإن الأحداث التي سبقتها مباشرة تم ربطها بها تاريخيًا.
وكانت الأحداث السابقة تتكون من قصف جوي، أعقبه مضايقات إسرائيلية محدودة النطاق للخطوط المصرية، ثم هجوم بري (عملية بليشيت). كانت الخطة الأصلية هي الهجوم في الفترة من 1 إلى 2 يونيو، ولكن تم إلغاء هذا بسبب وقف إطلاق النار الوشيك، وتمت محاولة الهجوم مرة أخرى في الفترة من 2 إلى 3 يونيو. هاجم الإسرائيليون، تحت قيادة لواء جفعاتي، بقوتين رئيسيتين: واحدة من الشمال (3 سرايا) وأخرى من الجنوب (4 سرايا معززة). ولم يكن لدى الإسرائيليين سوى القليل من المعلومات الاستخباراتية عن عدوهم، فاضطروا إلى التراجع. لقد فشلوا في الاستيلاء على الأراضي، وعانوا من خسائر فادحة. لكن بعد العملية، غيرت مصر استراتيجيتها من الهجوم إلى الدفاع، مما أوقف تقدمها نحو الشمال.
هناك نقاشان تاريخيان غير محسومين حول هذه العملية: ما إذا كان المصريون ينوون التقدم نحو تل أبيب، وهو ما يتفق معظم المؤرخين على أنه لم يكن كذلك؛ وما إذا كانت العملية بمثابة نقطة تحول على الجبهة الجنوبية الإسرائيلية. إن التأريخ الإسرائيلي التقليدي، المدعوم بالروايات العربية المبكرة، يزعم أن هذه الحرب كانت نقطة تحول، في حين أن المصادر العربية اللاحقة، والمؤرخين الجدد، يناقضون هذا.

## خلفية
قبل تأسيس دولة إسرائيل، توقعت قيادة اليشوف هجومًا من قبل الجيوش العربية النظامية، وكان الجيش المصري هو الأقوى من حيث القوى البشرية والأسلحة والمعدات.  وعلى هذا النحو، أخذت خطة دالت في الاعتبار منع أي هجوم مصري محتمل، وتم تفجير جسر أسدود فوق نهر لخيش كجزء من عملية باراك في 12 مايو.  وفي نظر قيادة جفعاتي، كان هذا الجزء من العملية ذا أهمية هامشية. وتم تخصيص فصيلة من الكتيبة 54 وعربتين و300 كيلوغرام من المتفجرات لها. وفرت البغال من مكان الحادث، وتم توزيع المتفجرات بين الجنود الذين سلموها إلى الجسر. استغرق الأمر محاولتين لتدميره، حيث لم تنجح بعض المتفجرات في المرة الأولى. 
تم بناء الجسر الأصلي فوق نهر لخيش (وادي سكرير/وادي فاخرة) خلال الفترة الرومانية، وأعيد بناؤه من قبل الإمبراطورية العثمانية في نهاية القرن التاسع عشر. تم إضافة جسر سكة حديد موازي عند وضع خط السكة الحديد الساحلي (لبنان – مصر). بعد العديد من الغارات المسلحة في المنطقة خلال الثورة العربية في فلسطين 1936-1939، أقامت السلطات البريطانية سلسلة من المخابئ في المنطقة، أحدها بجوار الجسور. 
غزت مصر دولة إسرائيل المعلنة حديثًا في 15 مايو 1948. وكان عددهم يقارب فرقة واحدة، بقيادة اللواء أحمد علي المواوي. وكان تقدمهم على ثلاثة محاور: تحرك العمود الرئيسي شمالاً عبر ما يعرف اليوم بقطاع غزة وهاجم كفار داروم، وتوجه عمود آخر شرقاً نحو بئر السبع، وهاجم عمود ثالث كيبوتس نيريم. في 17 مايو، انفصلت قوة صغيرة عن بئر سبع للالتقاء بمزيد من القوات المصرية في أوجا الحفير، وفي 19 مايو هاجم العمود الرئيسي ياد مردخاي، وفي 20 مايو، انطلقت القوة الرئيسية في بئر سبع للالتقاء بالفيلق العربي الأردني في الخليل. 
وفي 21 مايو/أيار، أرسلت القاهرة رسالة عاجلة إلى وحداتها في فلسطين، تقول فيها: "نريد المجدل اليوم".  وفي أعقاب العملية الإسرائيلية بن نون، في 25 مايو/أيار، ضغط الفيلق العربي الأردني على المصريين للتحرك شمالاً إلى منطقة الرملة – عقير – يبنا، من أجل الاتصال لاحقاً بالفيلق في باب الواد. ومن شأن ذلك أن يؤدي إلى تقسيم القوات الإسرائيلية إلى قسمين: النقب، وبقية إسرائيل. كان القائد المصري المواوي يعارض مثل هذه الخطوة، لكن القيادة في القاهرة تجاهلت مخاوفه، وفي 28 مايو أمرت ربع قواتها القتالية الإجمالية بالتحرك شمالاً من مجدل. 
كتب جمال عبد الناصر في مذكراته أنه بحلول 25 مايو كانت القوات المصرية منتشرة بشكل رقيق للغاية لدرجة أنها لم يكن لديها احتياطيات متحركة لمهاجمة قوة يهودية، واعتبر أنه من الغريب أن يتم إصدار أوامر لهم بتخصيص فرقة كبيرة للقتال في منطقة غير مألوفة.  وبعد انتصاره في معركة ياد مردخاي يومي 23 و24 مايو/أيار، اتجه المواوي شمالاً على طول الساحل، متجاوزاً قرية نيتسانيم الإسرائيلية المحمية بشكل جيد نسبياً. وتم تعزيز صفوفه عن طريق البحر بالقرب من مجدل، حيث أرسل جزءاً من قوته إلى طريق مجدل-الخليل، على أمل أن يتمكن من الارتباط بصفوف أخرى، تحت قيادة المقدم عبد العزيز، جنوب القدس. وبعد أن تقلص عدد رجاله إلى حوالي 2500 رجل، استأنف المواوي مسيرته نحو الشمال.  وقد تم تكليف العميد محمد نجيب بقيادة الرتل من قبل المواوي، وذلك لأن القائد الأصلي كان في إجازة في مصر. 
في فترة ما بعد الظهر من يوم 29 مايو 1948، رصدت نقطة المراقبة في نيتسانيم رتلًا مصريًا يضم دبابات ومركبات قتالية مدرعة ومدفعية يتحرك شمالًا على طول الطريق الساحلي.  وكان الرقم الذي أبلغ عنه في الساعة 16:45 حوالي 1300 مركبة، على الرغم من أن يهوشوا جولدرات، ضابط العمليات في لواء جيفاتي، كونه على دراية بالتشكيلات المصرية، قدر أن اللواء كان يضم حوالي 500 مركبة.  وتشير تقديرات هيئة الأركان العامة إلى وجود 200 مركبة و2000-3000 جندي.  في ذلك الوقت، لم يكن صناع القرار في إسرائيل يعرفون إلى أين يتجه المصريون. لقد تصوروا أحد الاحتمالات الثلاثة: مسيرة نحو تل أبيب، حوالي 40 كيلومتر (25 mi) شمالاً، وهو الرأي الذي تبناه ديفيد بن جوريون؛ أو محاولة الاتصال بالفيلق العربي الأردني في منطقة الخليل والاستيلاء على النقب، وهو ما اقترحه ناحوم ساريج من لواء النقب؛ أو محاولة الاتصال بالقوات العربية المتبقية في اللد والرملة.  
ولم تعتبر قيادة جيش الاحتلال الإسرائيلي أن القوات في النقب الغربي كافية لوقف الغزو المصري بشكل كامل، أينما كان متجهًا، وأمرت بشن عملية لوقف أو تأخير العمود المتقدم.  كما خشيت القيادة من أن تحاول القوات العربية خلق واقع جديد على الأرض قبل سريان وقف إطلاق النار الذي فرضته الأمم المتحدة. وكانت القوتان العربيتان اللتان اعتبرتا تهديداً هما القوات العراقية في المثلث (جنين – نابلس – طولكرم) والمصرية في مجدل – أسدود. وهكذا، كان من المقرر أن يهاجم لواء جولاني ولواء كرملي جنين، وكان من المقرر أن يهاجم لواء الإسكندروني طولكرم، وكان من المقرر أن يهاجم جفعاتي أسدود. 

## مقدمة

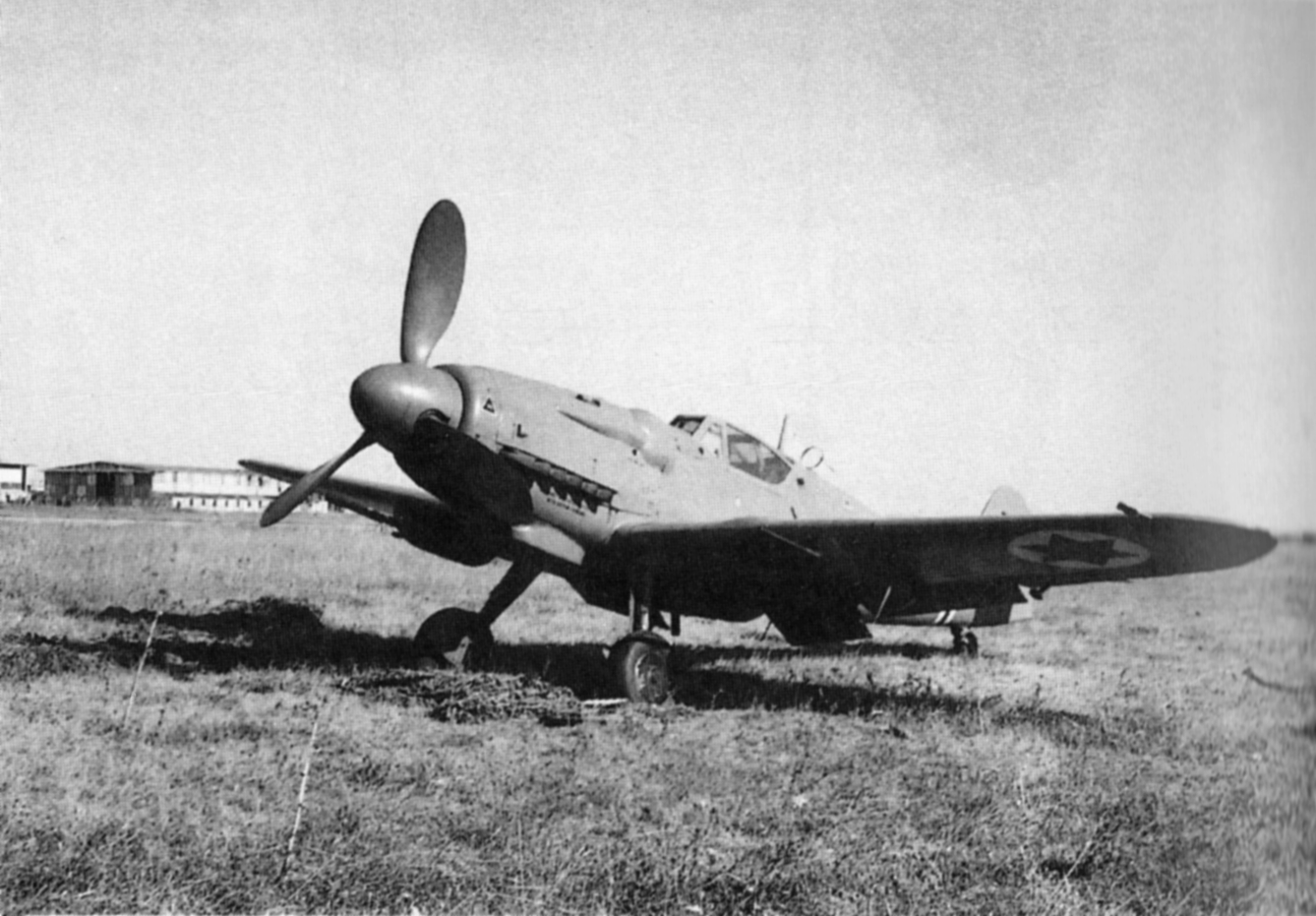
طائرة من طراز أفيا إس-199 من سلاح الجو الإسرائيلي في يونيو 1948

في الساعة 11:00 من صباح يوم 29 مايو، عبرت الكتيبة المصرية الثانية قرية إسدود، وفي الساعة 12:00-13:00، استولت الكتيبة التاسعة على القرية نفسها، ولم يعيق تقدمها سوى نيران المدافع الرشاشة العرضية من نيتزانيم.   وفي وقت لاحق من نفس اليوم، توقفت الكتيبة الثانية عند نهر لاكيش، على بعد حوالي 3 كـم (1.9 ميل) شمال إسدود. بدأ المصريون الاستعدادات لعبور النهر من خلال بناء جسر بيلي.  وانضم أيضًا متطوعون من السودان والمملكة العربية السعودية إلى منصب إسدود. 
وطلب شمعون أفيدان، قائد لواء جفعاتي، المسؤول عن منطقة شفيلا الجنوبية (بما في ذلك معظم قرى جنوب إسرائيل في ذلك الوقت)، تخصيص قوات لوقف أو إعاقة التقدم المصري. عدد 65 تم تسليم مدافع نابليون عيار 18 ملم إلى جيفعاتي، وكانت وحدات من لواء النقب التابع لبالماتش على أهبة الاستعداد لمساعدته،  على الرغم من النقص الحاد في القوى العاملة والذخائر في اللواء.  في 28 مايو،  انتهى الفنيون التشيك في قاعدة إيكرون الجوية من تجميع أربع طائرات من طراز أفيا إس-199 (نسخة مختلفة مسرشميت بي اف 109) تم جلبها من تشيكوسلوفاكيا، والتي كان من المفترض أن تضايق القاعدة الجوية المصرية في العريش، وبالتالي تشكيل أول سرب مقاتلات لجيش الاحتلال الإسرائيلي. وعلى الرغم من عدم اختبارها، أمر رئيس العمليات ييغال يادين الطائرات بمساعدة قوات أفيدان.   وبحسب ما ذكره لو لينارت، الطيار الأمريكي الذي قاد إحدى المقاتلات، أخبر أفيدان الطيارين أن جيفاتي "كان يائسًا لأنه بين الجيش المصري المكون من عشرة آلاف رجل مع عدة مئات من المركبات وتل أبيب، لم يكن هناك سوى حوالي 250 جنديًا إسرائيليًا. وكان المصريون واثقين جدًا من النصر لدرجة أنهم اصطفوا جنبًا إلى جنب خلف الجسر". 

### ضربة جوية

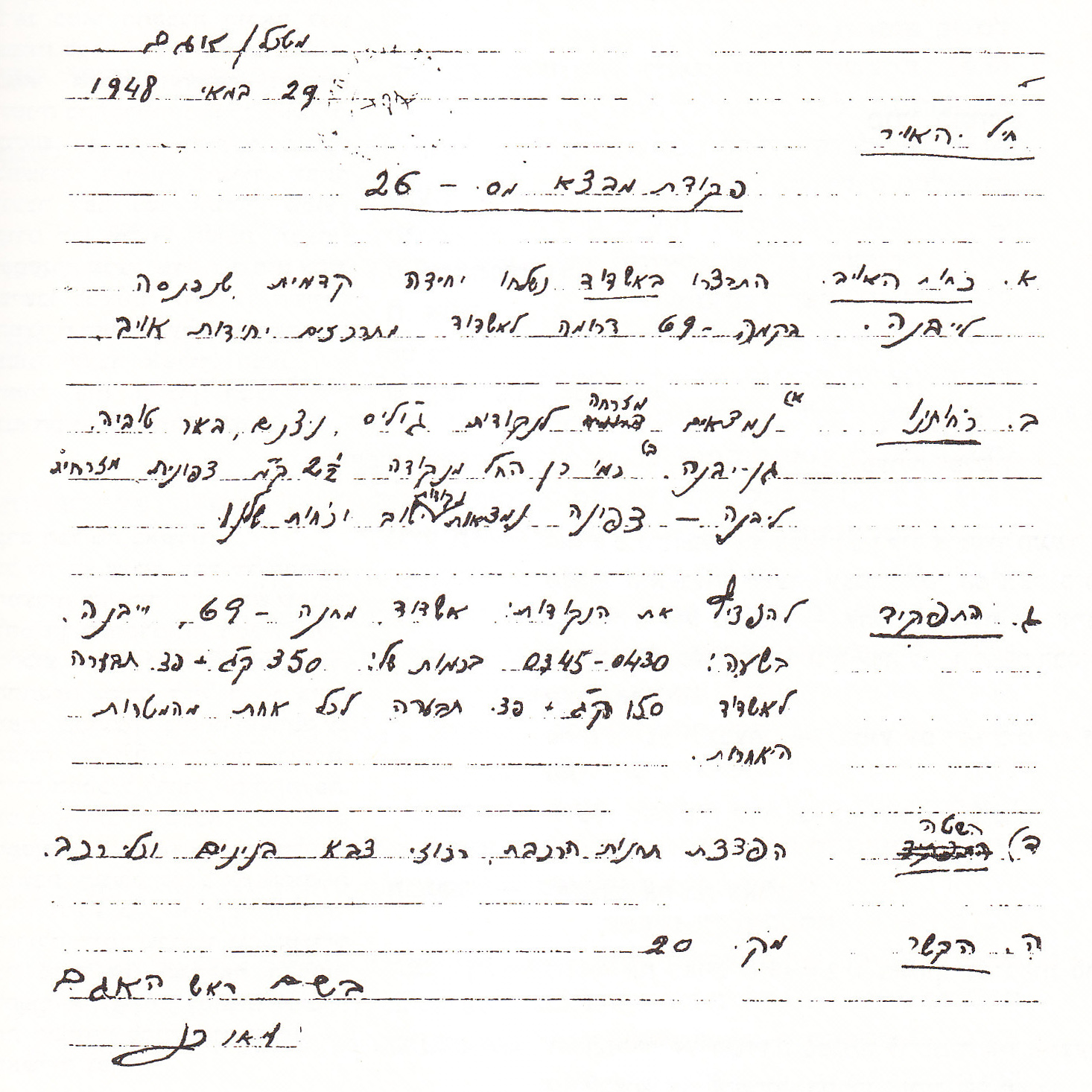
الأمر العملياتي للضربة الجوية الصادر عن مديرية العمليات في هيئة الأركان العامة

في الساعة 18:00، غادرت الطائرات المقاتلة الأربع من طراز أفيا 199 مطار إيكرون لقصف وإطلاق النيران على الخطوط المصرية المتمركزة بالقرب من الجسر. كانت كل طائرة مسلحة بصاروخين وزن كل منهما 70 كيلوغرام (150 رطل) قنبلتان، 13 مدفع رشاش عيار 20 ملم واثنان مدافع ملم.  وكان الطيارون هم لو لينارت، ومردخاي ألون (كاليبانسكي)، وإيزرا وايزمان، وإيدي كوهين، بهذا الترتيب. كان الهجوم غير منظم، وكان الضرر الذي أحدثه ضئيلاً.    جاء لينارت من الشمال وألقى قنابله في وسط إسدود. ثم حلق وأطلق النار على القوات المصرية من الجنوب الشرقي ثم من الشمال مرة أخرى، قبل أن تصاب قمرة القيادة الخاصة به بنيران أرضية، فقرر العودة إلى عقرون. وبحسب قوله فإن مدافع 20 ملم في طائرته توقفت عن إطلاق النار بعد أول عشر جولات، وبدأ يشم رائحة الكوردايت. كما نفذ آلون ثلاث غارات قصف وقصف مدفعي على تجمع كبير للمركبات جنوب إسدود. وعاد إلى إيكرون بالطيران فوق البحر. حاصر وايزمان المركبات المصرية وهاجمها من الجنوب، ثم من الغرب، ثم من الجنوب مرة أخرى. توقفت مدافعه مقاس 20 ملم عن إطلاق النار بعد جولة واحدة فقط. 
أطلق الجيش المصري ترسانته المضادة للطائرات بالكامل وأصاب طائرة ألون، لكنه تمكن من الهبوط دون أن يصاب بأذى في عقرون في الساعة 20:05، بعد أن قام بحلقة أرضية. هبط وايزمان في الساعة 20:15.  تحطمت طائرة إيدي كوهين، وهو طيار متطوع من جنوب أفريقيا، وتوفي، على الرغم من أنه من غير المعروف ما إذا كان قد أصيب بنيران مضادة للطائرات، أو مشكلة فنية تسببت في عطل في الطائرة وتحطمها، أو كليهما.  وذكر تقرير أعده دان تولكوفسكي، ضابط العمليات في القوات الجوية الإسرائيلية في ذلك الوقت، أن كوهين حاول على الأرجح الهبوط في قاعدة هاتسور الجوية بدلاً من إيكرون، حيث رأى شهود العيان طائرة محترقة تتحطم في المسافة.  كان أول قتيل من سلاح الجو الإسرائيلي، ودُفن في تل أبيب (نحلات يتسحاق) بعد العثور على رفاته في نهاية عام 1949. 
ومع ذلك، فوجئ المصريون تمامًا وكان للهجوم الجوي تأثير نفسي عميق.  كانت هذه هي المرة الأولى التي يتم فيها استخدام مثل هذه الطائرات.  وكانت الجيوش العربية تتمتع في السابق بتفوق جوي كامل ولم تكن لديها أي علم بوجود طائرات مقاتلة في سلاح الجو الإسرائيلي.  وجاء في رسالة إذاعية مصرية تم اعتراضها: "لقد تعرضنا لهجوم عنيف من قبل طائرات العدو، ونحن نتفرق".  وقد أشار التقرير الرسمي المصري إلى وجود طائرتين فقط، وأنهما من طراز سبيتفاير.  وبحسب أقوال عزرا وايزمان، فإن الطائرات لم يتم اختبارها قبل الهجوم، ولم يكن هناك أي دليل على أنها قادرة على الطيران أو إطلاق أسلحتها. ومع ذلك، اعتبر الطيارون هذه قضية ثانوية في ضوء حقيقة أنهم كانوا يصنعون التاريخ من خلال كونهم أول من قاد طائرات مقاتلة إسرائيلية.  إن ظهور سلاح الجو الإسرائيلي، وإدخال المدفعية الإسرائيلية، والدفاعات الإسرائيلية، والتهديد الذي واجهه جناحه، أقنع المواوي بالتوقف. وخلص إلى أن قواته أصبحت مرهقة وأن مواقعه بحاجة إلى تعزيز. وترك العميد محمد نجيب قائداً لإسدود وأمره بالحفر. 

### العمليات في الفترة من 30 مايو إلى 1 يونيو

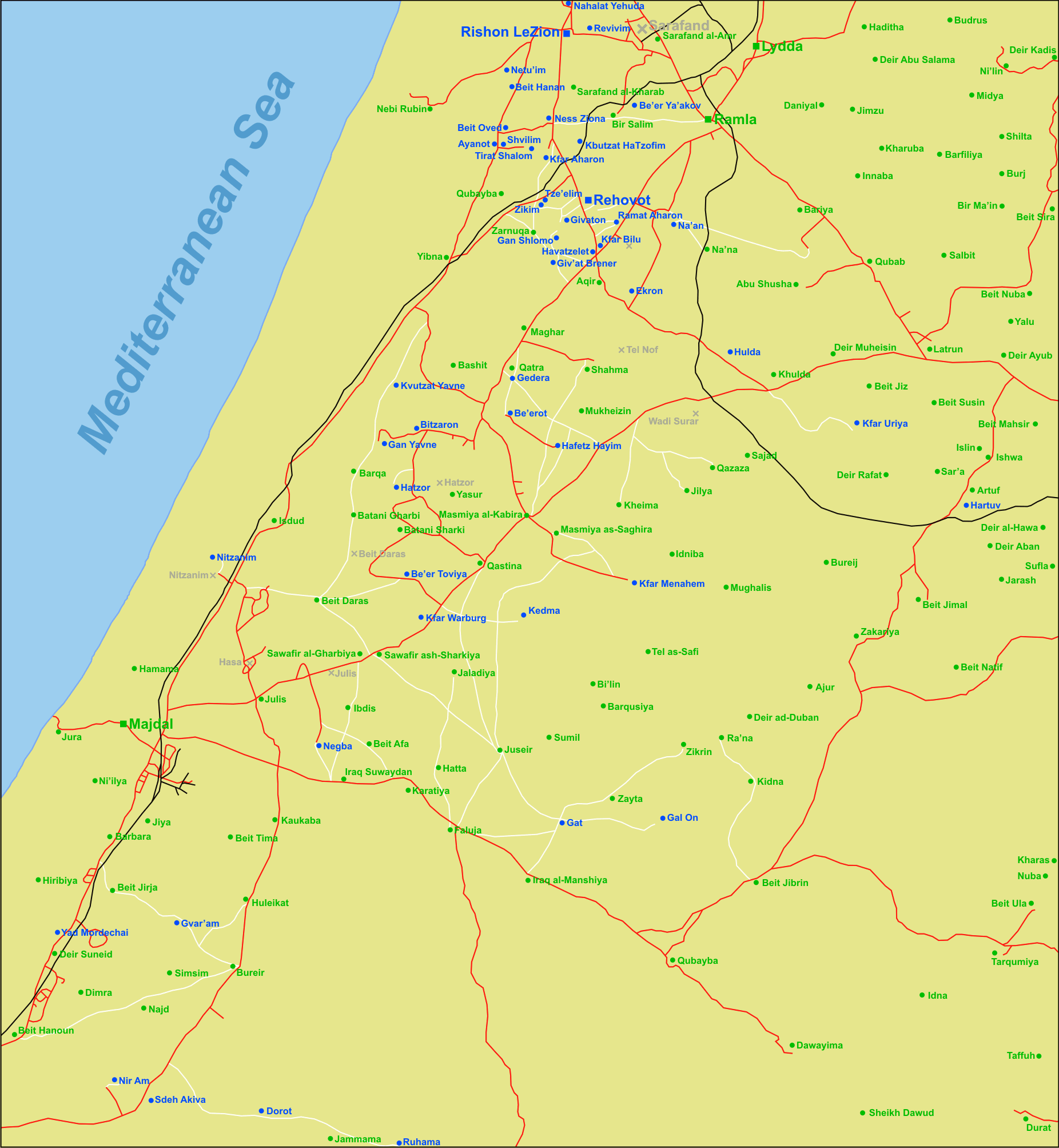
خريطة التوجيه الإقليمي

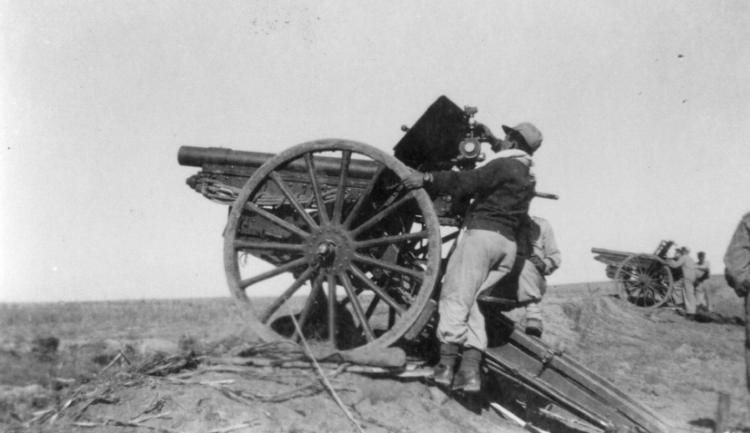
لواء يفتاح، الكتيبة الأولى مع اثنين من نابليونتشيك في العمل. النقب 1948

في الفترة ما بين 29 مايو و2 يونيو، قصفت قوات الاحتلال الإسرائيلية المصريين في أسدود بشكل مستمر بمدافع نابليون، وقامت دوريات جيفاتي بمضايقة الخطوط المصرية.  كانت مهمة الكتيبة 51 زرع الألغام على طول الطريق الرئيسي بالقرب من إسدود ويافني وتلة 69. تم تكليف السرية الثالثة من الكتيبة 53، بقيادة يوسف جيفا، بمضايقة خطوط العدو، بينما أمرت السرية الأولى من الكتيبة 54، بقيادة أرييه كوتزر، بمهاجمة عدة أهداف.  وفي كتابه "في حقول فلسطين" كتب أوري أفنيري الذي شارك في المعارك عن عملية المضايقة التي كان المصريون يخشون خلالها هجوماً إسرائيلياً وكانوا يطلقون النار في كل الاتجاهات ويطلقون القنابل المضيئة على أمل اكتشاف عدوهم. 
وعن الاستعدادات كتب: 
| مررنا بشوارع جيدارا. لم يكن عرضًا احتفاليًا، لقد مررنا بتشكيل قتالي، نرتدي خوذات فولاذية، في خط أمامي خلفي. كان المدنيون والنساء اللاتي تم إجلاؤهن [من كفار فاربورغ وبئر طوفيه] ينظرون إلينا. ولم يصفقوا. ومع ذلك، فإن عيونهم تتبعنا. لقد عرفوا أيضًا: أن هذا الخط الرفيع من القمصان الكاكي هو خط دفاعهم الأخير عن تل أبيب وعن دولة إسرائيل. | الآن أنت على مستوى جديد. لا يوجد ما هو أبعد من ذلك – مغامرة رائعة, أعمال كوبي فيلدا, في الخارج. يتم إنشاء المفروشات والأدوات ببساطة. إنهم لا يخشون ذلك. وهذه هي ليونو بيدركينو. كل هذه الأفكار: كل ما في الأمر هو أن هذا هو ما سيجلبها إلى بيتنا, لطلب أبيب إلى المدينة المنورة. |

في ليلة 30 مايو، هاجمت السرية الأولى من الكتيبة 54 المنطقة المحيطة بمحطة سكة حديد إسدود، لكنها كانت أقل تسليحًا واضطرت إلى التراجع مع أربعة جرحى. وبحسب تقرير الشركة فإن الطعام الذي تم تقديمه لهم كان فاسدا، مما أدى إلى تدهور قدرة الجنود على القتال. وفي 31 مايو/أيار، وصفت الإذاعة المصرية الهجوم بأنه انتصار، وأعلنت عن مقتل مئات الإسرائيليين. لم تنجح الشركة الثالثة، حيث كانت المعلومات الاستخباراتية عن المواقع المصرية الدقيقة نادرة، في حين كشفت الشركة عن موقعها بسرعة. وأصابت قذيفة هاون مصرية إحدى فرق السرية إصابة مباشرة، ما أدى إلى سقوط ضحايا وحالة من الذعر. ركض أحد الجنود للاختباء، لكنه فقد الاتجاه، وانتهى به الأمر في أسدود. تجول حول القرية دون أن يلاحظه أحد ووجد فرصة للعودة إلى جيفاتي، وزود القيادة بمعلومات لا تقدر بثمن للعملية. 
في 30 مايو، أمرت هيئة الأركان العامة بإنشاء كتيبة جديدة في جيفاتي، وهي الكتيبة 57، والتي من المقرر أن تضم نحو 200 من أعضاء الإرغون. وقد تم توفير مائة بندقية للكتيبة من قبل شركة جيفاتي، بالإضافة إلى 50 إلى 80 بندقية أخرى من قبل هيئة الأركان العامة. كما أنشأ قائد اللواء أفيدان شركتين جديدتين، واحدة في الكتيبة 54، وأخرى في الكتيبة 55، تتألف كل منهما من 80 شخصاً. كانت مهمة هذه القوات المشتركة هي الاستيلاء على عرب يبنة (31 مايو)، على الرغم من أن الهجوم لم يتحقق أبدًا لأن الكتيبة انطلقت غير مستعدة تمامًا، وفقدت طريقها، وعادت إلى موقع البداية.  وفي يوم 30 مايو/أيار أيضاً، انطلقت أربع طائرات خفيفة من مطار سدي دوف لقصف منطقة إسدود، على الرغم من أن طياراً واحداً فقط من طائرات رابيد تمكن من رصد هدفه. لم يتمكن من تحديد ما إذا كانت أي من القنابل قد انفجرت بالفعل. 
وأصدرت هيئة الأركان العامة أمرا بمهاجمة المواقع المصرية بقوة قوامها ثلاث كتائب (من لواءي جفعاتي وبالماح النقب). كان من المفترض أن يتم الهجوم في ليلة 1-2 يونيو، وفي حوالي منتصف الليل اتخذت الوحدات المشاركة المواقع التي كان من المفترض أن ينطلق منها الهجوم.  أقامت الكتيبة 51 مواقعها في منطقة يافني، جان يافني، هاتسور، والكتيبة 53 في منطقة بئر توفيا، كفار فاربورغ، ودخلت الكتيبة 54 سرية إلى منطقة جيديرا، بشيط.  وفي اللحظة الأخيرة، ألغت هيئة الأركان العامة الأمر بسبب قرب وقف إطلاق النار. لكن وقف إطلاق النار لم يدخل حيز التنفيذ، وتم تأجيل الهجوم إلى ليلة 2-3 يونيو/حزيران. اكتشف المصريون الخطة الأصلية، وكانوا مستعدين لمواجهة القوات الإسرائيلية. 

### إلغاء الهجوم في 1-2 يونيو وإعادة التنظيم اللاحقة
دعت هيئة الأركان العامة الإسرائيلية إلى شن هجوم شامل على المواقع المصرية، لكنها تراجعت في اللحظة الأخيرة بسبب محادثات وقف إطلاق النار.  وتشير أوامر هيئة الأركان العامة، التي أرسلت من بين أمور أخرى إلى لواء جفعاتي واللواء السابع ولواء النقب، إلى أن القوات المصرية تتألف من 2000 جندي بين أشدود والجسور إلى الشمال. وقد نص الأمر على القضاء على القوة في ليلة 1-2 يونيو، أولاً من خلال شن هجوم كبير على خطوط الإمداد، ثم مهاجمة أسدود والاستيلاء عليها. وقد أعطيت القيادة رسميا إلى جفعاتي. كانت القوات المحددة هي: سبع سرايا من جفعاتي (منها ثلاث سرايا من إرجون)، وثلاث سرايا مشاة وفوج جيب واحد من النقب، وثلاث سرايا من يفتاح، و65 سرايا من كتائب عز الدين القسام، وكتيبة من كتائب فتح الله غوش، وكتيبة من كتائب عز الدين القسام. بطارية مدفعية عيار 4.2 ملم، وفصائل مدفعية عيار 25 رطلاً. وجاء في الأمر أيضًا أنه إذا لم يتم تجميع جميع القوات والمعدات بحلول الساعة الصفر، فسوف يتعين على جيفاتي التعامل مع القوات التي تم حشدها. 
وبعد تلقي الأمر مباشرة، دعا شمعون أفيدان إلى عقد اجتماع طارئ في هاتسور. كتب يهوشوا جولدرات، الضابط الوحيد في اللواء الذي اكتسب خبرة من الجيش البريطاني في تشغيل قوة مشتركة من المشاة والدروع والمدفعية والقوات الجوية، الأمر التشغيلي. وكان الأمر صادراً باللغة الإنجليزية، لأن جولدرات لم يكن يجيد اللغة العبرية، وتم تسليمه إلى قادة الكتائب في الأول من يونيو. قام قادة الكتائب بترجمة الوثيقة إلى اللغة العبرية لقادة السرية. وبحسب الخطة، فإن ست سرايا (3 من البالماخ و3 من الإرجون) ستهاجم المصريين من الجنوب. ثلاث شركات (2 من الكتيبة 52 وواحدة من الكتيبة 51) ستهاجم من الشمال، وشركتان (واحدة من الكتيبة 53 وواحدة من إرجون) ستمنعان التراجع إلى الشرق. ستقوم سرية من الكتيبة 53 بمنع التعزيزات القادمة من مجدل.  لكن كبار الضباط فقط هم من كانوا على علم بالخطط الكاملة. وعلق سيمحا شيلوني، قائد قوات البلماح (كتيبة وحوش النقب)، بأن قواته جاءت منهكة وغير مستعدة على الإطلاق إلى نقاط التجمع، وأنه لم يوافق على نشرها إلا بعد التأكد من أنها ستكون بمثابة الاحتياطي العملياتي (كانت الخطة في الواقع تدعو هذه القوات إلى قيادة الهجوم الجنوبي). 
تم تحديد ساعة الصفر عند الساعة الثالثة فجراً في ليلة الأول والثاني من يونيو، ولكن في اللحظة الأخيرة صدر أمر بإلغاء الهجوم. كانت هذه ضربة قوية لمعنويات القوات، خاصة أنه قبل العملية، ألقى أبا كوفنر، ضابط الثقافة في جيفاتي، خطابًا ادعى فيه أن الهجوم سيكون لحظة تاريخية حيث سيقضي جيش الاحتلال الإسرائيلي على القوات المصرية.  وقد قدم شراغا غافني في كتابه "المهندس الصالح أليكس"، وأوري أفنيري في كتابه "في حقول فلسطين "، مقتطفات من الخطاب:  
الليلة ستسمعون لأول مرة غضب طائراتنا وهدير مدافعنا. لأن الهدف ليس الاستيلاء على قرية واحدة أو أرض واحدة، بل تدمير الرتل المصري. القوات الجوية والمدفعية والمشاة هذه المرة ستعمل معًا... كل ما كان من الممكن أن يكون قد تم إعداده.

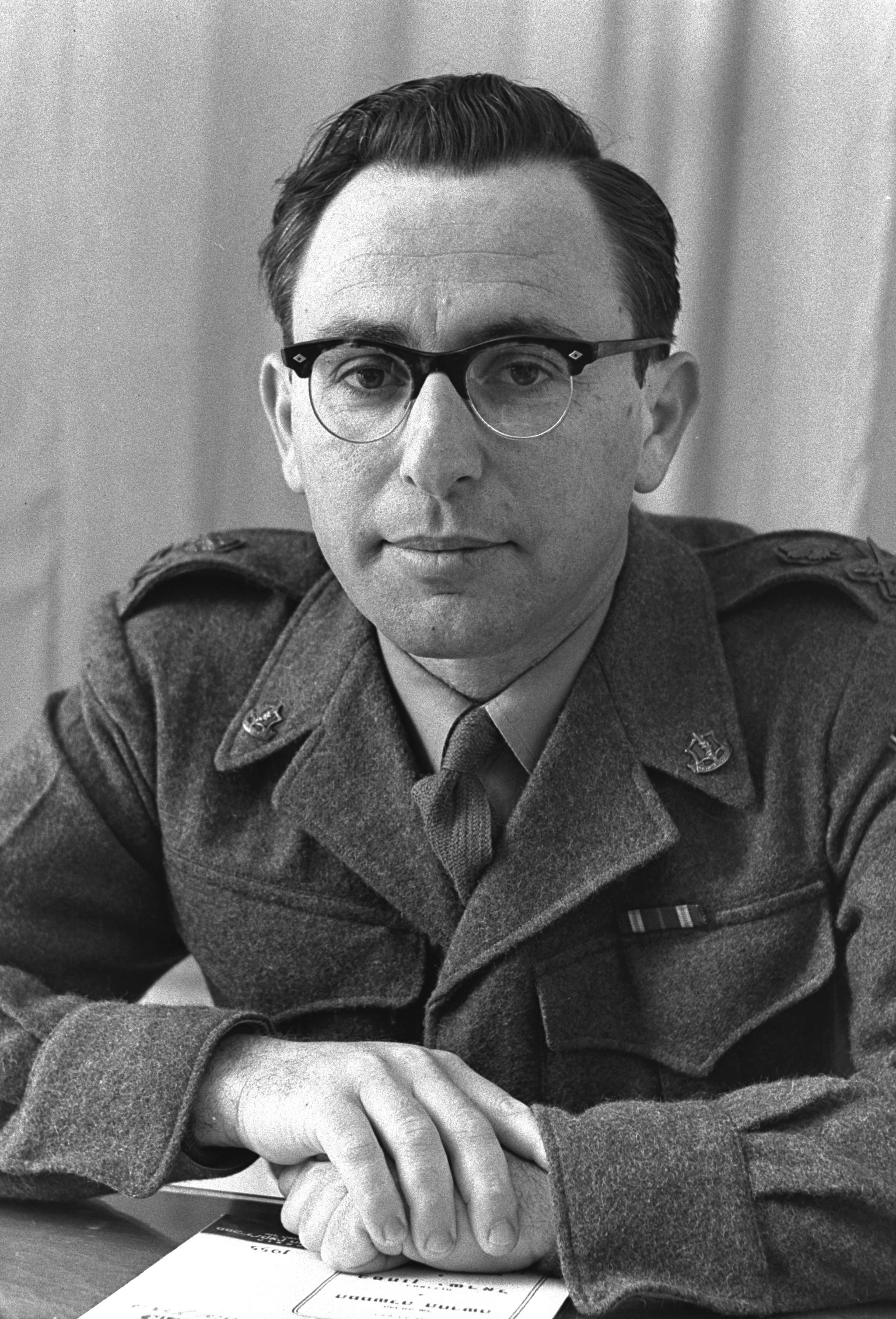
تسفي تسور، قائد الكتيبة 54 آنذاك

صدرت الأوامر على الفور (في الساعة 06:00) لبدء الاستعدادات الجديدة. وبموجب التشكيلات الجديدة، كان من المقرر أن تتمركز شركتان من الكتيبة 51 في هاتسور وبرقة على التوالي. كان من المقرر أن تستعد الكتيبة 52 في معسكر بيلو (بجوار كفار بيلو). كان من المقرر أن تضع الكتيبة 53 شركتين في بئر توفيا، وفصيلتين في نيغبا، وواحدة في كفار فاربورغ. كان من المقرر أن يتمركز سريتان من الفرقة 54 في تل نوف (قاعدة عقرون الجوية). وكان من المقرر أن تتمركز ستة فصائل من الفرقة 55 بين المغار والقبيبة. وكان من المقرر أن يتمركز اللواء الثامن بين جات وجالون ونيتسانيم، بالإضافة إلى البقاء في منطقة جيدارا، بشيت. كما تم نقل كتيبة مؤقتًا من كرياتي إلى جفعاتي (المعروفة الآن باسم الكتيبة 56)، حيث كانت تستعد في أبو شوشة وحولدا. كان من المقرر أن يتمركز الكتيبة 57 (إرجون) في زرنوقا. ومن لواء النقب، ستكون هناك شركتان في معسكر جولس وواحدة في معسكر بيت داراس. وأخيرًا، احتفظت قوات المدفعية بمواقعها السابقة، بالإضافة إلى الاستيلاء على مواقع جديدة في بيتسارون. 
وفي نفس اليوم، قامت القوات المصرية أيضًا بتغيير توزيع قواتها، حيث نقلت الكتيبة التاسعة إلى جسر عد حلوم، والكتيبة الثانية إلى أسدود نفسها، والكتيبة الأولى إلى عراق السويداء والفلوجة. وتوزعت بين الطرفين وحدات من الرشاشات الثقيلة والمدرعات. اتخذ جنود الأركان وأولئك الذين كانوا يديرون ناقلات برين مواقعهم جنبًا إلى جنب مع جنود المشاة النظاميين.  ولم يكن الجانب الإسرائيلي على علم بهذا التطور، لكنه كان على علم بأنه تم اكتشافهم خلال تحضيرات الليلة السابقة. وكان الجيش يعارض مهاجمة أسدود قريبًا، لكن الأمر صدر من المستوى السياسي. وكان من المتوقع أن يكون الهجوم فاشلاً تكتيكياً؛ ويكتب أبراهام أيالون أنه كان من الممكن أن ينجح لو تم مهاجمة القوة المصرية الجنوبية في أسدود نفسها، لكنه يعزو هذا الافتقار إلى مثل هذه الخطة إلى قلة خبرة القيادة والطبيعة غير المتجانسة للقوة الإسرائيلية، والتي وفقاً له لم تكن لتتمكن من تنفيذ مثل هذا الهجوم. 
وقد شهدت الخطط الجديدة التي طرحها جيش الاحتلال الإسرائيلي للعملية المقررة يومي 2 و3 يونيو/حزيران تغييرات طفيفة عن الخطة الأصلية. وشمل ذلك 1150 مقاتلاً، مقابل 1300 مقاتل في الخطة الأولية. تألفت القوات مما يلي: شركتان من البالماخ من كتيبة بئر السبع وواحدة من كتيبة وحوش النقب، تحت قيادة يوحنان زاريز، وشركة مركبات خفيفة، وشركتان من الكتيبة 54 وواحدة من الكتيبة 51، تحت قيادة تسفي تسور، وثلاث شركات من الإرجون، وشركة معززة وفصيلة من الكتيبة 53 وثماني قطع مدفعية (ستة مدافع نابليون وقذيفتا هاون 4.2 بوصة). وستكون هناك شركة أخرى للمركبات الخفيفة في الاحتياطي التشغيلي. وفي مواجهتهم كان اللواء المصري الثاني، بما في ذلك الكتيبة الثانية والتاسعة، وثلاث فصائل من المدفعية المتوسطة، ومقر اللواء، و12 قطعة مدفعية.

## عملية

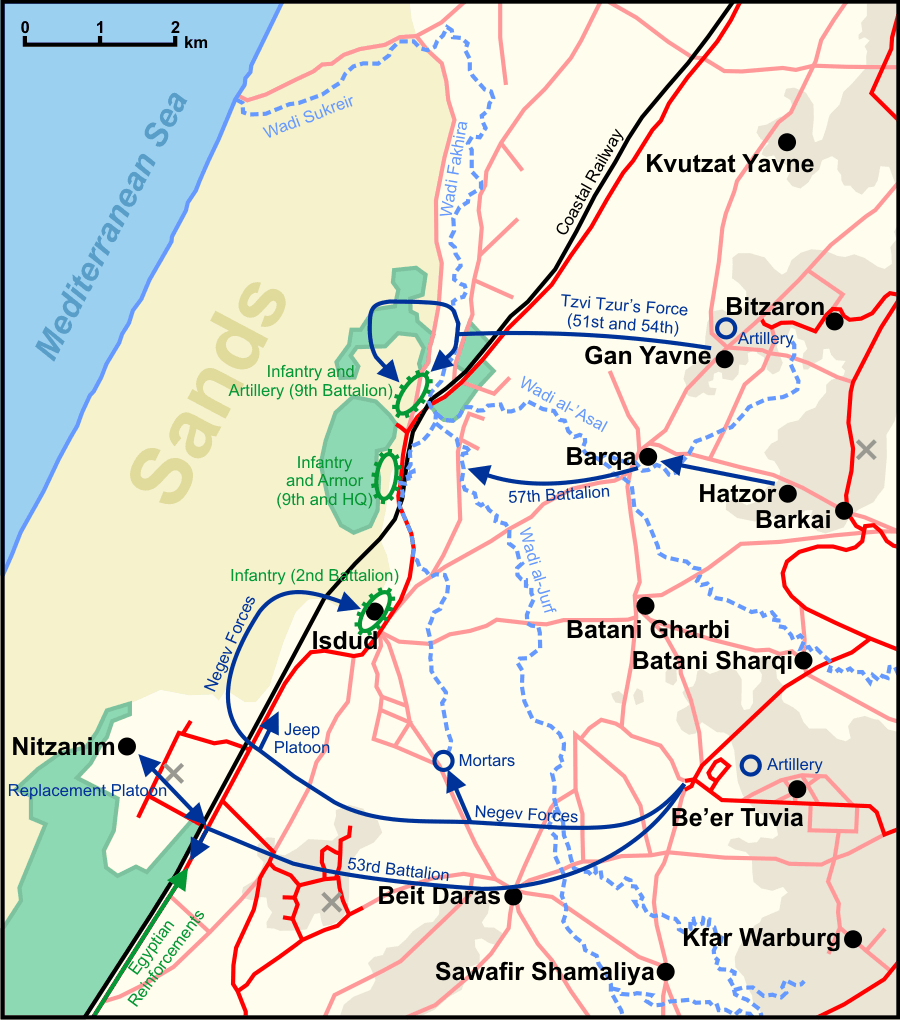
خريطة الهجوم الإسرائيلي الأولي على أسدود

بدأت العملية رسميًا عندما قصفت طائرة إسرائيلية من طراز S-199 مواقع مصرية في أسدود في الساعة 18:00 يوم 2 يونيو.  كما قامت خمس طائرات خفيفة، اثنتان فيرتشايلد 24، واثنتان دي هافيلاند دراغون رابيد، وواحدة من بيتشكرافت بونانزا، برحلات قصف بين الساعة 20:25 و21:30.  ولم يكن للقصف أي تأثير على الجنود الإسرائيليين المستعدين، وفي ضوء الضوضاء التي أحدثتها المدافع المصرية المضادة للطائرات، اعتبر الإسرائيليون أن الطائرة كانت محظوظة لأنها نجت من الفرار.  بالإضافة إلى ذلك، كانت القوات مرهقة، حيث لم تحصل على قسط كافٍ من النوم في الأيام الأربعة التي سبقت العملية.  وفي الساعة 22:00 بدأت القوات الإسرائيلية بالتحرك تجاه المواقع المصرية. 
وقال جندي من الكتيبة 54 عن الغارة الجوية: 
| مع اقتراب غروب الشمس، وبينما كنا في منطقة التجمع في جان يافني، ظهرت طائرتنا فوقنا واتجهت نحو أشدود. باركناها في قلوبنا. لم تمر دقائق حتى تحولت السماء التي كانت حمراء بسبب غروب الشمس إلى حمراء عدة مرات بسبب المضادات الجوية المتمركزة في منطقة أشدود والتي غمرت السماء وهي تطارد هذه الطائرة. كانت النار عظيمة، وكان تأثيرها علينا، مع كل حماسنا للمنظر، صعبًا للغاية. «المصريون لديهم نار عظيمة» قال الجنود وتنفسوا الصعداء عندما رأوا الطائرة اليتيمة تنجح في الهروب حية.... وتباينت الآراء، فمنهم من ادعى أن طائرة عبرية ستتمكن غداً من التحليق بسهولة فوق أشدود، لأنها ستقع في أيدينا، ومنهم من صلى من أجل مصير مماثل، وهو الغطس في النار والنجاة منها أحياء. |  | مجموعة متنوعة من الحمامات, في الهواء الطلق من كينوس باجنينا, هوفييد أيرون سيلنو مالينو وفانا لاسود. باركنوهو بالبنو. لا يوجد ما يكفي من الروائح والشمسيات في ظل وجود شمس هاديمو, في كل مكان, مسببات الأمراض الناتجة عن الروائح الكريهة أحدث صيحات الطيران في الهواء الطلق ههه. إنه يحتوي على ثروة كبيرة – مع كل ما هو متاح – هذا هو أكثر من ذلك. إنه أمر رائع أن تحالفات أميرو ستساعدك على التخلص من هذه المخلفات الجوية بسهولة. – – – الجزء الرئيسي: هو ستينو, شمال يوكل أيرون عبر لتوس بسكت من أسود, مدينة سنبول تيتيبول بيدينو, وهيو شاتبالو لغورل البيت – ليس من السهل أن تكون آمنًا في المنزل |

### الجهد الشمالي
انطلقت القوات التي كان من المقرر أن تهاجم جسر إسدود (عاد هالوم اليوم) من جان يفنه في الساعة 22:20: السرية الثالثة من الكتيبة 51 (بقيادة يوسف "يوش" هارباز)، وسرية مختلطة من الكتيبة 54 (من الشركتين الثانية والثالثة) تحت قيادة آشر درومي، والسرية الأولى من الكتيبة 54 تحت قيادة أرييه كوتزر. وكان القائد العام هو تسفي تسور، الذي كان يرافقه أركان الكتيبة، وجنود من سرية المركبات الخفيفة، والسرية الثالثة من الفوج 54. وفقًا للخطة، كان من المفترض أن تقوم عملية صور بمحاصرة المصريين من الغرب وتحقيق المفاجأة. وعندما وصلوا إلى وادي فاخرا، على بعد حوالي 700 متر من الموقع المصري، ثبت أن عبوره كان صعبًا وتسبب في تأخير كبير. 
تم اكتشاف الحركة حوالي الساعة 00:30 يوم 3 يونيو، وفقدت قوة زور عنصر المفاجأة. كان الموقع المصري الذي اشتبك مع الإسرائيليين يتكون من سريتين، لكن هارباز، قائد السرية الثالثة في الفوج 51، قلل من شأن القوة وأفاد بأنها تحتوي على فصيلة واحدة فقط. قرر تسور إعادة التجمع في الوادي وأمر سرية أرييه كوتزر الأولى بالبقاء ومواجهة المصريين في المكان الذي تم اكتشافهم فيه في الأصل ومهاجمة المخبأ هناك، بينما ستحاول بقية القوات القيام بحركة انعطاف. 

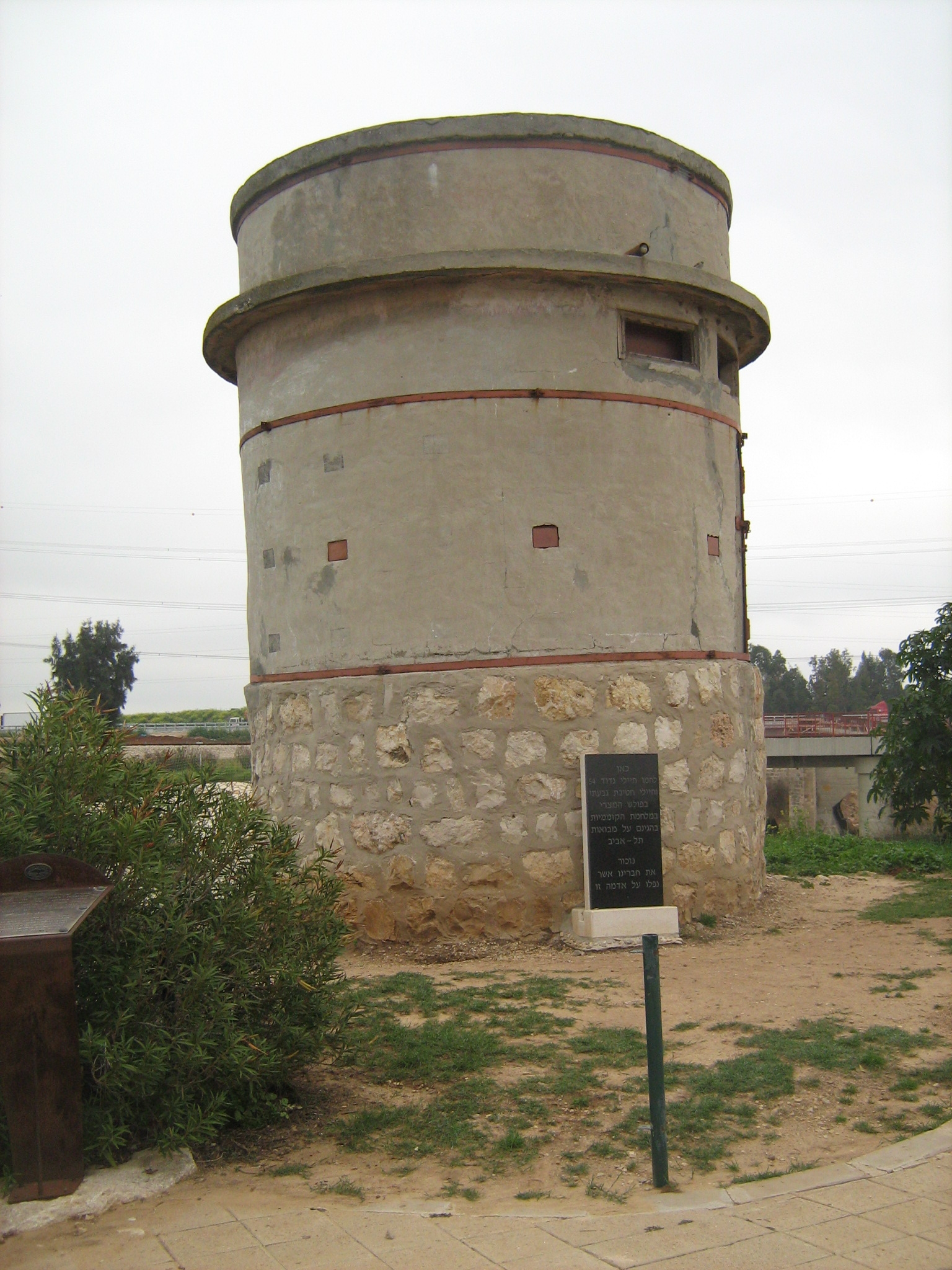
المخبأ في أد هالوم في عام 2005

وقدر كوتزر أن الهجوم المباشر على المصريين سيكون عديم الفائدة، حيث كانوا متحصنين على جانبي الحصون. في ظلام دامس، شقت الفرقة الأولى طريقها جنوبًا عبر الوادي على أمل تجنب نيران العدو من المواقع والأسلحة المتفوقة حتى أصبحوا قريبين بما يكفي للرد. في الساعة 03:00 بدأ القصف المدفعي الإسرائيلي، لكنه لم يحدث أضرارًا كبيرة ولم ينبه سوى كافة المواقع المصرية إلى الوجود الإسرائيلي. وكانت الوحدة الإسرائيلية الوحيدة التي كانت قريبة من الاشتباك في ذلك الوقت هي سرية كوتزر. وعلى بعد حوالي 100 متر من خط الدفاع المصري، وقعوا في كمين وتم القضاء على الفرقة الرائدة. وأمر كوتزر الرشاشين بالصعود إلى الضفة الشرقية للوادي لتوفير غطاء لهجوم مضاد، وقد أدت هذه الخطوة أيضًا إلى وقوع خسائر في صفوف الإسرائيليين. كان الهجوم المضاد صعبًا ولم يدمر سوى بعض الخنادق المصرية الصغيرة. 
على الرغم من أن بعض جنوده اقتربوا لمسافة 60 مترًا من المخبأ،  بعد مقتل 19 منهم (أكثر من الثلث) وبدء شروق الشمس في الأفق، قرر كوتزر التراجع، لأنه لم يتمكن من الحصول على إذن رسمي بسبب مشاكل في الاتصال. وأمر جميع قواته بجمع الجرحى وأي أسلحة يمكنهم حملها، وساعد في المهمة بنفسه. تم ترك القتلى في الميدان، بما في ذلك المسعفين (لم ينجُ أي مسعف). وتم نقل المصابين تحت النيران إلى الوادي، وفي حوالي الساعة السابعة صباحاً توجهت القوة إلى مبنى مكون من طابقين غير مأهول على الضفة الشرقية. وبعد أن بدأ المصريون بقصف المبنى بقذائف الهاون، بدأت سرية كوتزر بالتحرك نحو جان يافني. 
صرح جندي شهد الأحداث قائلاً: 
| لن أنسى أبدًا النظرة الوداعية التي وجهها أرييه نحو الوادي ونحو موتاه الذين بقوا في الوادي الملعون. لم يتبق في الوادي سوى خمسة منا: كوتزر، والرقيب إيزي، وثلاثة حراس، بمن فيهم أنا. وأمرنا كوتزر بالركض نحو المنزل في البستان، بينما بقي هو في النهاية وكان الحزن يملأ عينيه. ولبرهة أخرى نظر إلى الوادي، وكأنه يريد أن يقول وداعًا لأصدقائه ومرؤوسيه، ثم استدار ليركض خلفنا. | لا داعي للقلق من أن تكون فريدا هي الحل الأمثل لهودي أولماش من أجل الأبطال الذين يسكنون بودي هورور. البحث عن المزيد: كونسر, هذا هو الفرس"ف دوافعهم, مما لا شك فيه. كونسيرج باكد أون لاين موجود في شيفردس وايلو وهو ينشر أهارون فيجون أوليم بيونيو. بعد أن تخلص من لعنة لودي, تأليف هيفريد كابيتال, وآخر لعنة على رون في العمل |

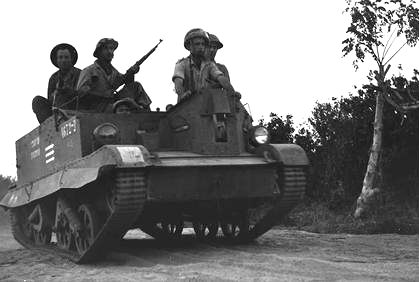
حاملة طائرات برين مصرية في خدمة لواء جفعاتي بعد أن أسرتها القوات الإسرائيلية (ليس خلال عملية بليشيت)

وأدت مناورة تسور إلى إرسال قوات إسرائيل إلى منطقة مجهولة، حيث واجهت تمركزًا مصريًا فاجأها. كانت خطته الأصلية هي إرسال يوسف هارباز والفرقة الثالثة ثم فرقة درومي، ولكن عندما تم إطلاق النار على رجال هارباز (حوالي الساعة 04:00)، أمره تسور بتنفيذ هجوم أمامي. قرر هارباز القيام بذلك على ثلاث موجات من فصيل واحد: الموجتان الأوليتان ستهاجمان المصريين، في حين ستوفر الثالثة غطاء للقوات. كانت الفصيلة الأولى عديمة الخبرة ولم تقاتل أبدًا ضد الجيش المصري. وبعد التقدم، واجهوا ما كان على الأرجح حاملات طائرات برين، والتي أفاد قائدهم أنها كانت دبابات. ثم أرسل هارباز الفصيلة الثانية الأكثر خبرة والمكونة من 15 رجلاً، والذين تمكنوا أيضًا من الاستفادة بشكل أفضل من نيران الغطاء. وفي نهاية المطاف، فرت الفصيلة الأولى من ساحة المعركة دون أن تتلقى أوامر بذلك، وكان الهجوم بقوة فصيلتين فقط. ومع ذلك، فقد ساعد هذا أيضًا أرييه كوتزر على الجانب الآخر من المواقع المصرية في إجلاء قواته المصابة. 
عند الفجر، وبعد أن فشل هجومه في السيطرة على أي مواقع رئيسية، قرر زور الانسحاب، لأول مرة في حياته. وأمر سرية هارباز، التي كانت الأكثر خسائر، بالذهاب أولاً، وفي الساعة 06:00 أمر سرية درومي بالذهاب بعدها. كان لدى شركة هارباز خمسة رجال في عداد المفقودين أثناء العمل، وقد تم القبض على أربعة منهم من قبل رجال درومي. بقيت إحدى فصائل درومي على قمة الكثبان الرملية لتوفير غطاء نيران للانسحاب. وفي هذه الأثناء، شقت بقية الشركة طريقها تحت الطريق والسكك الحديدية من خلال قنوات الصرف. وعلى الجانب الشرقي التقى درومي بهارباز. فأرسلوا الفصيلة المغطاة إلى منازلهم مع الجرحى، وبقوا في مكانهم لانتظار زور. كما رصد مراقبوهم أيضًا شركة كوتزر المنسحبة وطلب هارباز تغطية المدفعية باستخدام جهاز الاتصال الوحيد الذي كان متاحًا لديهم. لقد أخطأ النابليون أهدافهم، لكنهم ردعوا المصريين، الذين توقفوا عن متابعة كوتزر. 
وكان تسور مترددًا للغاية في سحب قواته الشخصية. ولم يقرر القيام بذلك إلا في الساعة التاسعة صباحاً، عندما أصبح من الواضح أن الشركتين الأخريين كانتا على مسافة آمنة، وكان المصريون يتجمعون لشن هجوم مضاد. أولاً، تم إخلاء الجرحى، ثم عادت بقية القوات إلى مواقعها، حيث وفرت كل فرقة غطاء للفرقة التالية. وتسببت المدفعية المصرية في تشتت القوات، وواجه القادة صعوبة في تحويلها إلى مسار الانسحاب العام. وبعد وصولهم إلى بستان صغير غربي الطريق الرئيسي، اكتشفوا أن هناك ثلاثة مفقودين و17 مصاباً، تلقوا العلاج من قبل المسعف الوحيد المتبقي. وفي حوالي الساعة الثانية عشرة ظهرًا، التقى رجال تسور مع درومي وهرباز، وتم استخدام جهاز الاتصال العامل لاستدعاء المركبات لنقل الجنود إلى جان يافني. 

### الجهد الجنوبي
غادرت بئر توفيا أربع سرايا آلية من لواء النقب. وأقاموا موقعاً لمدافع الهاون عيار 4.2 بوصة والرشاشات المتوسطة في منتصف الطريق تقريباً بين أسدود وبيت داراس، لقصف أسدود من الجنوب الشرقي. كما غادرت سرية معززة بئر توفيا واتخذت مواقع بين التل 69 والقاعدة العسكرية بالقرب من نيتسانيم لقطع الطريق على التعزيزات المصرية القادمة من مجدل. غادرت الكتيبة 57 (المكونة من قدامى المحاربين في منظمة إرجون) هاتسور لمهاجمة إسدود من الشمال الشرقي.   كانت الكتيبة 53 مصحوبة بفصيلة معززة مكونة من 44 جنديًا من الكتيبة 58 المؤقتة (وحدة تجنيد جديدة)، والتي شقت طريقها إلى نيتسانيم من أجل استبدالها بفصيلة أكثر خبرة من الكتيبة 53. 
وعندما وصلت قوات النقب إلى الطريق الساحلي أدركت أنها لا تستطيع مواصلة السير بمركباتها التي لا تستطيع السير في الكثبان الرملية غربي الطريق. وبناء على ذلك، تركت المركبات مع فصيلة إلى الجنوب من أسدود لمنع أي انسحاب مصري محتمل. وواصل الجنود الآخرون تقدمهم سيرًا على الأقدام نحو الكثبان الرملية في محاولة لتطويق المواقع المصرية.  وفي المحاولة الثانية، نجحت قوات النقب في الاستيلاء على عدة نقاط رئيسية في القرية، ودمرت مدفعًا.  وكتب ناحوم ساريج، قائد لواء النقب، في وقت لاحق أن الافتقار إلى المعلومات الاستخباراتية عن العدو منع القوة الإسرائيلية من مواصلة هجومها، بينما كان لدى المصريين الوقت لإعادة تنظيم صفوفهم. 
وعلى الرغم من إنجازات النقب، فقد صدرت لهم أيضًا أوامر بالتراجع، حيث لم ترغب القيادة الإسرائيلية في القتال في وضح النهار.  ولم يكن أمام القوات المنسحبة خيار سوى استخدام طريق مماثل للطريق الذي جاءت منه، مما أدى إلى إبطاء حركتها. وكانت معظم الرشاشات التي أحضروها قد تعطلت في البيئة الرملية، ولم تعد قادرة على توفير الغطاء لهم. وكانوا يحملون أيضًا عددًا كبيرًا من الجنود الجرحى. قرر محمد نجيب استخدام المركبات المدرعة في احتياطيه العملياتي ضد القوات المنسحبة، خوفًا من احتمال انقطاعها عن بقية القوات المصرية في فلسطين.  وبحسب قائد كتيبة وحوش النقب، سيمحا شيلوني، فإن الإسرائيليين، وخاصة الجرحى، اعتقدوا أن كل شيء قد ضاع عندما حدث هذا. ومع ذلك، توقفت المركبات في النهاية عندما علقت في الرمال، وعادت القوات إلى نيتسانيم.  قُتل ستة عشر جنديًا إسرائيليًا أثناء الانسحاب. 
في هذه الأثناء، توجهت الكتيبة 57 عبر برقة نحو أسدود. وكان من المفترض أن تعمل هذه القوات كقوة تحويلية. وهكذا، عندما وصلوا إلى وادي الجرف،  حوالي 750 م (820 يارد) من الموقع المصري، قرروا عدم عبور الوادي وبدلاً من ذلك أطلقوا النار على المصريين من الجانب الآخر. ومع ذلك، فقد كانوا بعيدين جدًا عن إحداث أضرار ملموسة، لكنهم أيضًا لم يتعرضوا لأي إصابات.   واتهم ناحوم ساريج لاحقًا هذه القوة بتقديم تقارير كاذبة عن مواقعها، مما أدى إلى تقويض جهود لواء النقب التابع له. 
على التل 69 والطريق الساحلي، اعترضت الكتيبة 53 واشتبكت مع مجموعة من التعزيزات المصرية من مجدل.  بعد المعارك، أفادت الكتيبة 53 أنه في الساعة 03:00، كانوا على استعداد لكمين لتعزيزات محتملة، وفي الساعة 06:00، شقت قافلة مصرية مكونة من عربتين مدرعتين و4 مركبات أخرى طريقها إلى أسدود. لقد أصيبوا بالألغام الإسرائيلية التي كانت تستخدمها فصيلة أبراهام شوارزشتاين (انظر معركة نيتزانيم)، ولم تتمكن سوى سيارتين من الخروج والعودة إلى مجدل. وفي الساعة التاسعة صباحاً صدر أمر الانسحاب العام، وبعد الوصول إلى نيتسانيم، انطلقت فصيلة شوارزشتاين لمساعدة قوات النقب في الانسحاب، حيث ساعدت في نقل حوالي عشرين قتيلاً. ولم تتراجع القوات الموجودة على التل 69 إلا عند الظهر إلى بئر توفيا.  

## العواقب والأهمية

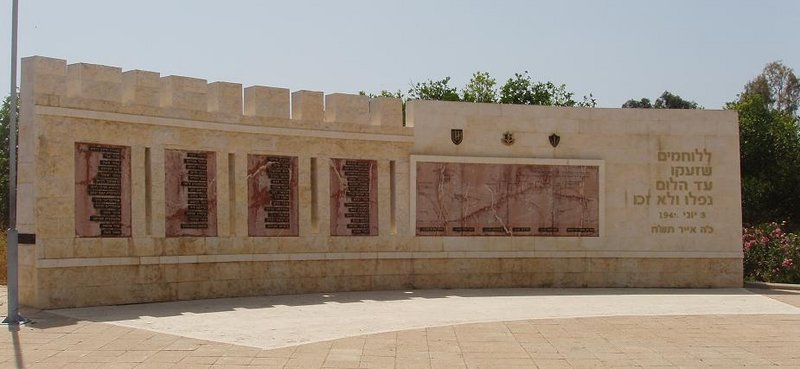
نصب تذكاري للجنود الإسرائيليين الذين سقطوا في عاد هالوم

وفي المجمل، قُتل 45 إسرائيليًا، وجُرح 50 آخرون، وأسر المصريون 5 آخرين.  ومن بينهم 29 قتيلاً و34 جريحًا من سرية زور 54. وذكرت مصادر مصرية أن 15 قتيلاً و30 جريحاً، على الرغم من أن هذا الرقم لا يشمل الخسائر التي تكبدتها التعزيزات التي تم اعتراضها من مجدل. حتى قبل عودة القوات المنسحبة الأخيرة إلى الوطن، أصدرت قيادة جفعاتي أمر عملية جديد، يدعو إلى تجديد القصف المدفعي والجوي على أسدود، وعمليات مضايقة صغيرة. الكتيبة 57، التي اكتسبت سمعة سيئة بعد إخفاقاتها في يبنة وإسدود، نفذت العديد من العمليات الناجحة، واستعادت هيبتها في اللواء. 
ورغم أن الإسرائيليين تكبدوا هزيمة تكتيكية كبرى في عملية بليشيت، فمن المعتقد عموما في إسرائيل أن الهدف الاستراتيجي للعملية ــ وقف التقدم المصري ــ قد تحقق، دون علم القيادة الإسرائيلية في ذلك الوقت. وقد سمح هذا أيضًا بالاستيلاء على عرب يبنة، حيث توقع السكان المتبقون وصول الجيش المصري إليهم، وفر معظمهم بعد المعركة.  وبما أن خط تقسيم فلسطين الذي وضعته الأمم المتحدة كان يمتد بين أسدود ويبنا، فإن نتيجة المعركة كانت تعني أن المصريين فشلوا في عبور الشريط الساحلي إلى الأراضي المخصصة لدولة إسرائيل.  منذ ذلك الحين أصبح الجسر فوق نهر لاكيش يُعرف باسم " عاد هالوم" ("حتى الآن"). 
على الرغم من أن نجيب كتب في كتابه "مصير مصر" الصادر عام 1955 أن الموقف الناجح الذي اتخذته لوائه كان انتصاراً مجيداً مع عواقب قليلة، حيث قدر عدد القتلى الإسرائيليين بنحو 450 شخصاً (من أصل 4000 مهاجم)،  إلا أن سجلاً عسكرياً استولت عليه إسرائيل أثناء الحرب كشف أنه كان قلقاً للغاية بشأن مصير قواته في المستقبل. وطلب المساعدة الفورية، بما في ذلك الدعم الجوي لتحديد موقع المدافع الإسرائيلية، ووحدة إخلاء طبي، وتعزيزات، وذخائر، وأسلاك اتصالات. ومن المرجح أيضًا أنه كان يعتقد أن قوة الكتيبة 53 التي كانت تقطع الطريق من مجدل كانت لا تزال في مكانها، ولذلك اعتقد أنه كان محاصرًا. 
ولم تصل التعزيزات الكبيرة، الكتيبة السادسة، إلى نجيب إلا عندما كانت كتيبته التاسعة على استعداد لمهاجمة نيتزانيم.  وباستثناء نيتسانيم (7 يونيو)، حول الجيش المصري تركيزه بالكامل إلى تطهير أجنحته، ونجح في تطهير الطريق بين المجدل والفلوجة.  كتب المؤرخ والضابط الإسرائيلي أبراهام أيالون أن الانسحاب الإسرائيلي من التل 69 في 3 يونيو، مع بقية القوات، والذي اعتقد أنه غير ضروري، كان عاملاً مساهماً رئيسياً في الانتصارات المصرية اللاحقة. 

### التأريخ
وتتمثل النقاط الرئيسية للجدل التاريخي حول هذه المعركة في ما إذا كان المصريون يخططون للتقدم شمالاً نحو تل أبيب أم لا، وما إذا كانت المعركة إحدى نقاط التحول في الحرب العربية الإسرائيلية عام 1948 أم لا. وفي 18 يونيو/حزيران، وبعد سريان الهدنة الأولى في الحرب، قال ناحوم ساريج في اجتماع هيئة الأركان الذي حضره وزير الدفاع، إن الخطط المصرية لم تكن واضحة في ذلك الوقت، ولكن خططهم الآن هي اختراق النقب. ومن ناحية أخرى، أشار بن جوريون في مذكراته إلى أن المصريين كانوا عازمون على الاستيلاء على تل أبيب والتقدم شمالاً.  وفي عام 1958، تناول اللواء إسحاق رابين هذه المسألة؛ إذ رأى أن التوقف المصري في أسدود كان نتيجة لصعوبات فنية، بعد خمسة عشر يوماً من التحرك المتواصل، بما في ذلك المعارك على طول الطريق. وظن رابين أن هذا، إلى جانب الهجمات المضادة البرية والجوية، أدى في نهاية المطاف إلى تأخير هجومهم على تل أبيب. وأضاف أن المصريين حاولوا لاحقا الاتصال بالقوات الأردنية في اللطرون، وبعد محاولة فاشلة للسيطرة على المنطقة حاولوا قطع النقب عن إسرائيل. وبحسب المؤرخ الإسرائيلي رؤوفين أهروني، فإن تمجيد المعركة وإضفاء المثالية عليها كان يتناسب مع الاحتياجات العاطفية للشعب الإسرائيلي. ويعتقد أنه لا توجد إجابة محددة حتى الآن على السؤال حول ما إذا كان المصريون يخططون للتوجه إلى تل أبيب أم لا. 
وكتب المؤرخ العربي الإسرائيلي مصطفى كبها أن المؤرخين المصريين وغيرهم من المؤرخين العرب لم يعطوا للمعركة نفس القدر من الأهمية مثل المؤرخين الإسرائيليين. ويتساءلون ما هو الهدف المصري، وما إذا كان من الحكمة التقدم دون تأمين خطوط اتصالاتهم. اعتقد عبد الله التل، قائد الفيلق الأردني في القدس، أن المصريين لم يأخذوا في الاعتبار احتياجات الفيلق. وأدركوا نقاط ضعفهم، فلم يسمحوا لأي شيء أن يصرف انتباههم عن الوصول إلى تل أبيب. وأظهرت سجلات الحرب المصرية، المسجلة في الساعة السابعة مساء يوم 28 مايو/أيار 1948، قلقاً بشأن خطوط الاتصالات. وكتب محمد نمر الهواري أنه في حين أعلن المصريون علناً أن الهدف هو تل أبيب، فإنهم لم يقصدوا في الواقع التقدم أبعد من تحصيناتهم في أسدود. وكدليل على ذلك، استشهد برفض المصريين الاستيلاء على قرية يبنة غير المحمية على الرغم من صرخات الاستغاثة المتكررة التي أطلقها القرويون. وكتب بهجت أبو غربية، أحد نواب عبد القادر الحسيني وقائد منطقة بيت جبرين، أن المصريين لم تكن لديهم خطة واضحة قط، لأن قيادتهم لم تكن مهتمة حقاً بالحرب. ولذلك كانت جهودهم مرتجلة. ويخلص كبها إلى أن التأريخ العربي يعتبر المعركة إنجازاً ناجحاً لخطوة تكتيكية، مصممة لخدمة تصرفات الجيوش العربية سيئة التنسيق. 
ويعلق الضابط المصري كمال إسماعيل الشريف في مذكراته بأن هذه كانت نقطة تحول في الحرب على الجبهة المصرية الإسرائيلية: 
وفقًا للخطة التي وضعتها الدول العربية، كان من المقرر أن يتقدم الجيش المصري حتى يبنا، إلا أنه بمجرد وصول أولى القوات المصرية إلى أسدود، حشد العدو قوات كبيرة في منطقة رحوفوت وبدأ هجومًا عنيفًا على الجيش المصري. صُد هذا الهجوم، لكن العدو تمكن من تحقيق هدف واحد على الأقل - تثبيت الجيش المصري في مواقعه في أسدود. ليس من المبالغة القول إن الهجوم اليهودي على أسدود كان نقطة تحول في الحرب المصرية الإسرائيلية، لأنه منذ تلك اللحظة، اضطرت القيادة المصرية إلى تغيير خططها. ولأن القيادة المصرية كانت ستطارد العصابات الصهيونية، فقد قررت الاكتفاء بفصل النقب عن باقي أنحاء البلاد.

وقد اتفق المؤرخ الإسرائيلي ديفيد تال مع هذا الرأي؛ وعندما سُئل يوآف جيلبر عن هذا، علق قائلاً إن أهمية الهجوم، إلى جانب إخفاقين تكتيكيين رئيسيين آخرين، اللطرون وجنين، كانت في حقيقة أن المبادرة انتقلت إلى الجانب الإسرائيلي، وأن العرب لم ينفذوا سوى هجمات صغيرة بعد هذه العمليات.  وأشار الباحث فواز جرجس إلى أن المصريين افترضوا في البداية أنه كلما تقدم جيشهم، أصبحت المقاومة الإسرائيلية أضعف. 
وعلى النقيض من التأريخ الإسرائيلي التقليدي، فإن المصادر العربية بشكل عام لا ترى في هذه الحادثة نقطة تحول في الحرب. ويتفقون على أن التصريحات المصرية بشأن تل أبيب باعتبارها الهدف الاستراتيجي الرئيسي كانت مبالغ فيها أكثر من كونها عملية.  وفي كتابه "1948"، يختلف المؤرخ الجديد بيني موريس أيضًا مع وجهة النظر الإسرائيلية التقليدية، ويذكر أن تصوير العملية باعتبارها المحفز لوقف مصر للحرب هو خطأ.  ومع ذلك، في لجنة من المؤرخين عقدت في 15 مارس 2007، قال موريس أنه على الأقل في القوة الاستكشافية المصرية، أدى الهجوم الإسرائيلي إلى اتخاذ قرار بوقف التقدم. 

## روابط خارجية
- "كان كل ذلك قدرًا"، قصة الضربات الجوية الأولى كما رواها لو لينارت في صحيفة جيروزالم بوست.

31°45′50.94″N 34°39′59.09″E / 31.7641500°N 34.6664139°E